# Kumbhaka
Kumbhaka (devanāgarī: कुम्भक) est, en sanskrit, le nom d'une « petite jarre ». Ce substantif masculin dérive du mot kumbha (devanagari कुंभ ) qui nomme plus généralement « un pot, une cruche, un vase, une jarre ». Le Hatha yoga utilise le mot dérivé kumbhaka dans le sens d'une « rétention du souffle ». 

## Hatha yoga
Le Hatha yoga distingue le Kumbhaka, rétention du souffle qui suit l'inspiration, du Câbya Kumbhaka qui suit l'expiration. Il nomme Kévala Kumbhaka le blocage de la respiration qui interrompt soit une inspiration (pûraka) soit une expiration (recaka).
- Voir aussi : pranayama.